# Burlington (Connecticut)
Burlington és una població dels Estats Units a l'estat de Connecticut. Segons el cens del 2000 tenia 8.190 habitants.

## Demografia
Segons el cens del 2000, Burlington tenia 8.190 habitants, 2.840 habitatges, i 2.416 famílies. La densitat de població era de 106,1 habitants per km².
Dels 2.840 habitatges en un 42,7% hi vivien nens de menys de 18 anys, en un 75,9% hi vivien parelles casades, en un 6,6% dones solteres, i en un 14,9% no eren unitats familiars. En l'11,2% dels habitatges hi vivien persones soles el 3% de les quals corresponia a persones de 65 anys o més que vivien soles. El nombre mitjà de persones vivint en cada habitatge era de 2,88 i el nombre mitjà de persones que vivien en cada família era de 3,12.
Per edats la població es repartia de la següent manera: un 28,2% tenia menys de 18 anys, un 4,9% entre 18 i 24, un 31,5% entre 25 i 44, un 28% de 45 a 60 i un 7,3% 65 anys o més.
L'edat mediana era de 38 anys. Per cada 100 dones de 18 o més anys hi havia 97,3 homes.
La renda mediana per habitatge era de 82.711 $ i la renda mediana per família de 87.801 $. Els homes tenien una renda mediana de 54.730 $ mentre que les dones 43.429 $. La renda per capita de la població era de 36.173 $. Aproximadament el 0,5% de les famílies i l'1,1% de la població estaven per davall del llindar de pobresa.